# Charles Antrobus
Sir Charles James Antrobus (pol. Karol Antrobus) (ur. 14 maja 1933, zm. 3 czerwca 2002) – gubernator generalny Saint Vincent i Grenadyn w latach 1996–2002. Zmarł w kanadyjskim mieście Toronto. Jego następcą została Monica Dacon, ale tylko tymczasowo przed Friderickiem Ballantyne.              